# Chrastava (stacja kolejowa)
Chrastava – stacja kolejowa w Chrastavie, w kraju libereckim, w Czechach. Jest ważnym węzłem kolejowym o znaczeniu regionalnym. Znajduje się na wysokości 290 m n.p.m.
Jest zarządzana przez Správę železnic. Na stacji nie ma możliwości zakupu biletu, a obsługa podróżnych odbywa się w pociągu.

## Linie kolejowe
- Liberec – Zittau